# 施蒂格尔迈尔广场站
施蒂格尔迈尔广场站（德語：U-Bahnhof Stiglmaierplatz）是慕尼黑西部的一个地铁站，位于马克斯近郊，地铁1、7号线途径此站。此站顾名思义位于施蒂格尔迈尔广场上。